# Avarok
Az avarok észak-ázsiai eredetű nomád nép, amely a 6. században Közép-Európába költözött és ott egy erős birodalmat hoztak létre. Több mint kétszáz évig ők voltak a legfontosabb hatalom a frank és a bizánci birodalom között. A birodalmuk, az Avar Kaganátus Baján kagán vezetésével (562–602) a fénykorát élte. Nagy Károly azonban hódító háborúi során legyőzte őket és így az avarok a 9. század elején elvesztették politikai jelentőségüket, nem sokkal később kulturális identitásukat is.
Az avar nép eredete, rokonsága, sőt még az etnikai összetétele is sokáig vitatott volt. Sok történész már a 18. század végétől a Kínától északra fekvő, a mai Mongólia területén létrejött Zsuanzsuan Birodalomhoz kötötte az eredetüket. A hsziungnukkal és a heftalitákkal is kapcsolatba hozzák őket.
Az avarokat hagyományosan a zsuanzsuanokkal azonosították. Sok történész szerint a fő zsuanzsuan törzsek mongol nyelvűek voltak, de számos török törzset is leigáztak  és magukba olvasztottak.
A 2020-as évek archeogenetikai kutatásai megerősítették, hogy az avarok 7. századi vezető rétege egyértelműen visszavezethető a mai Mongólia területére, annak is a Zsuan-zsuan időszakára (i. u. 330–552), ahol a 6. század közepén a zsuanzsuanok birodalmának hanyatlása, illetve a türkök felemelkedése távozásra kényszerített egy nagyobb nomád népcsoportot. Az emberiség történetének egyik leggyorsabb népvándorlása során nyugat felé haladva az avarok hat év alatt a Kaukázustól és a Fekete-tengertől északra elterülő sztyeppevidékre érkeztek, ahol több nomád törzset is behódoltattak, majd tovább vonultak és tíz év múlva a Kárpát-medencét aztán már ez a vegyes, különféle sztyeppei forrásokból összeálló népesség foglalta el.
A vezető réteg zárt csoportja genetikailag 90%-ban belső ázsiai eredetű, és az avar honfoglalás után is még bő fél évszázadig nem keveredett a helyiekkel. A maradék 10% nyugati genetikai komponens is még Ázsiából érkezett, amit az mutat, hogy ezt a vonalat a késői zsuanzsuan korszak egyik előkelőjében is kimutatták. Az avar elit családi kapcsolataiban az apai vonal a domináns, de a változatos ázsiai anyai vonalak azt jelzik, hogy az avar honfoglalásban a nők is nagy szerepet játszottak.
Az avarok vezették be először a kengyelt Európában és gyakorlatilag semmilyen írott forrást nem hagytak maguk után.

Az avarok a Kárpát-medencében 582-612

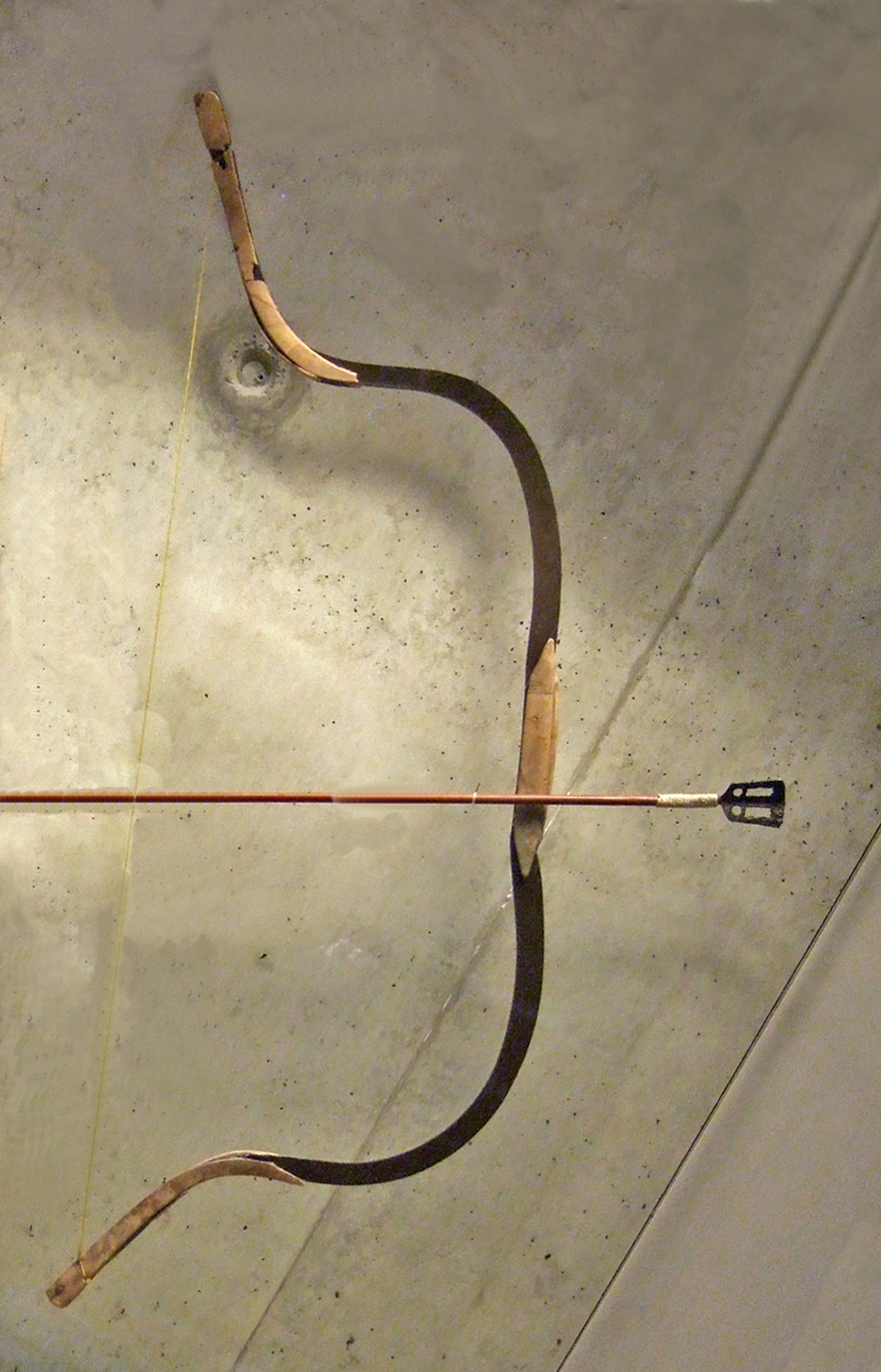
Reflexíj a gyenesdiási avar temetőből

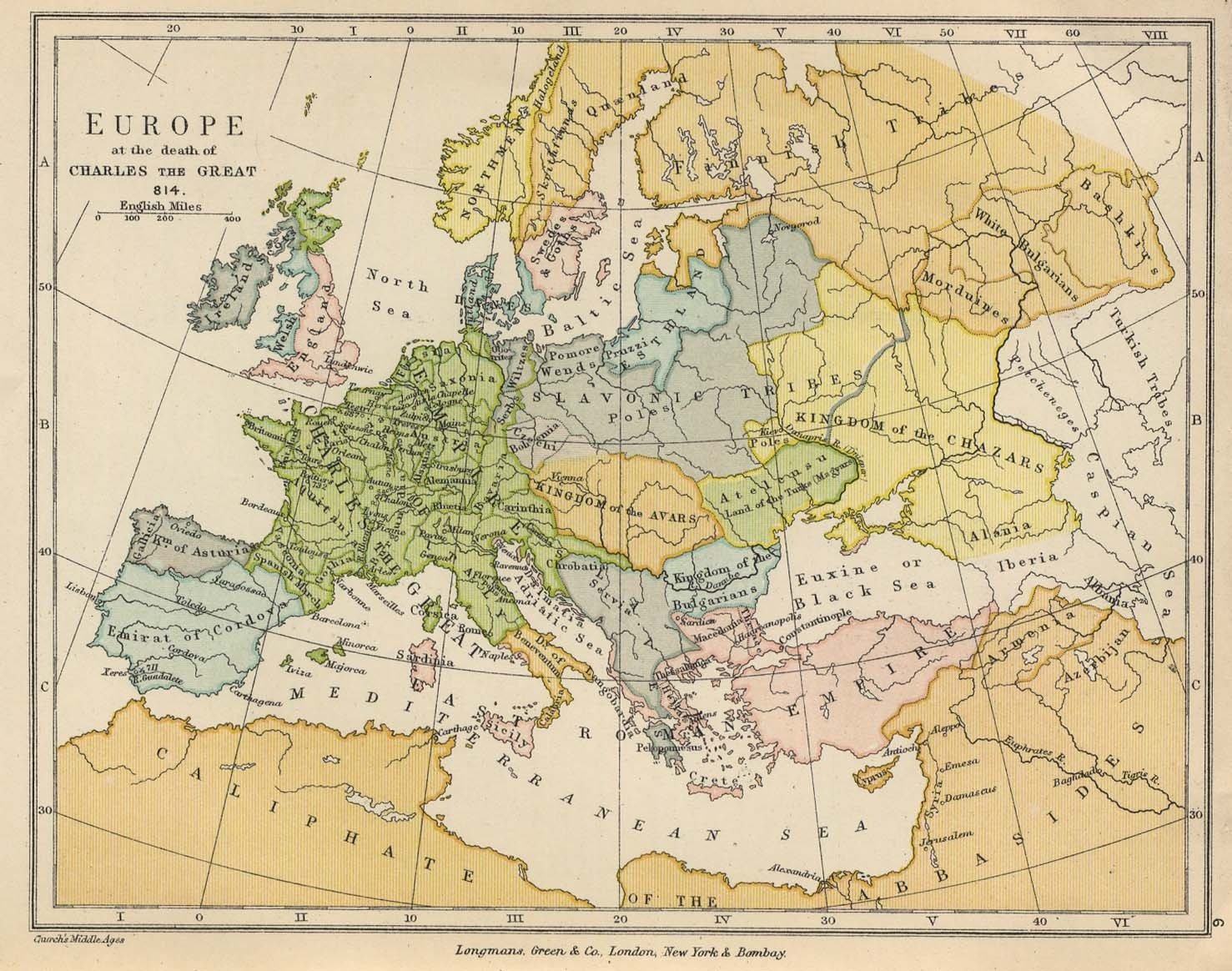
Az avarok Európában 814 körül

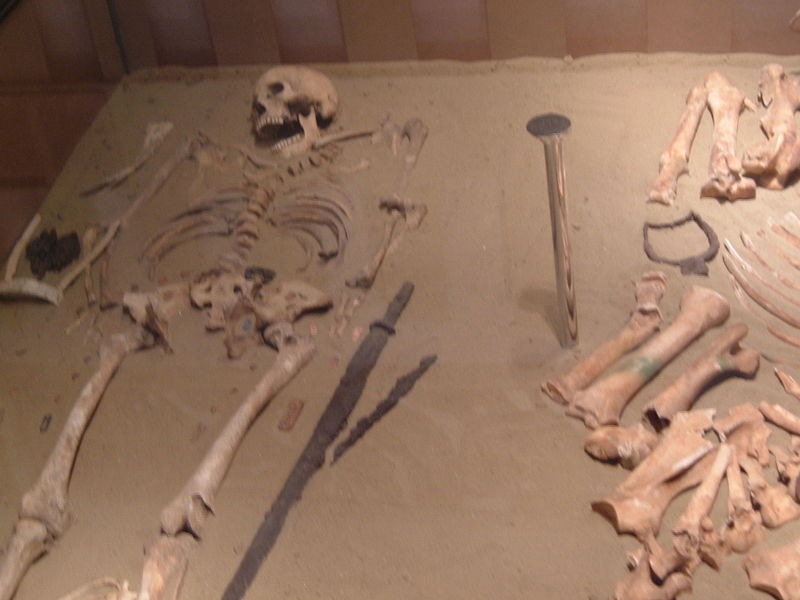
Lovával együtt eltemetett avar harcos (Damjanich János Múzeum, Szolnok).

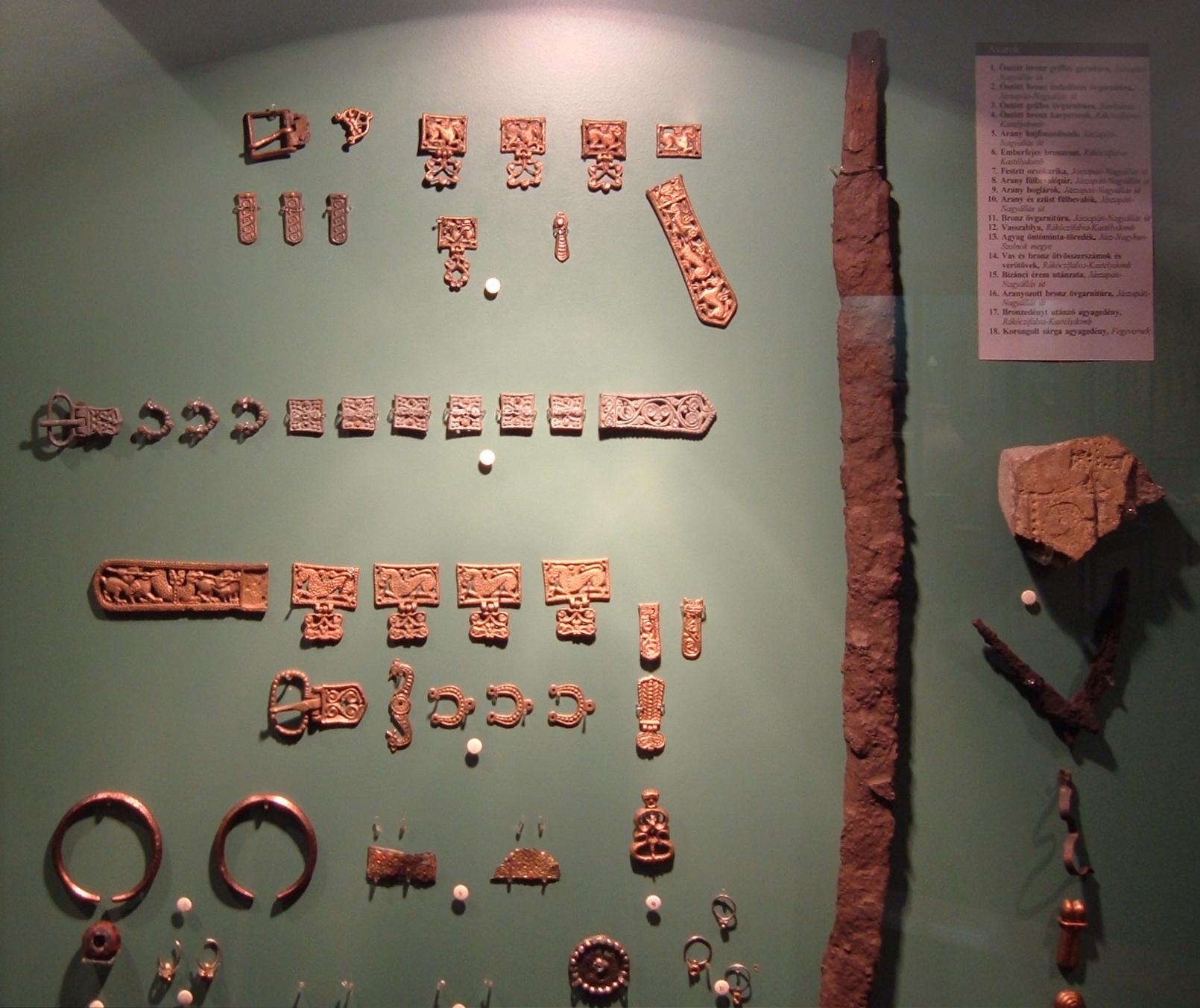
Avar leletek (Damjanich János Múzeum, Szolnok).

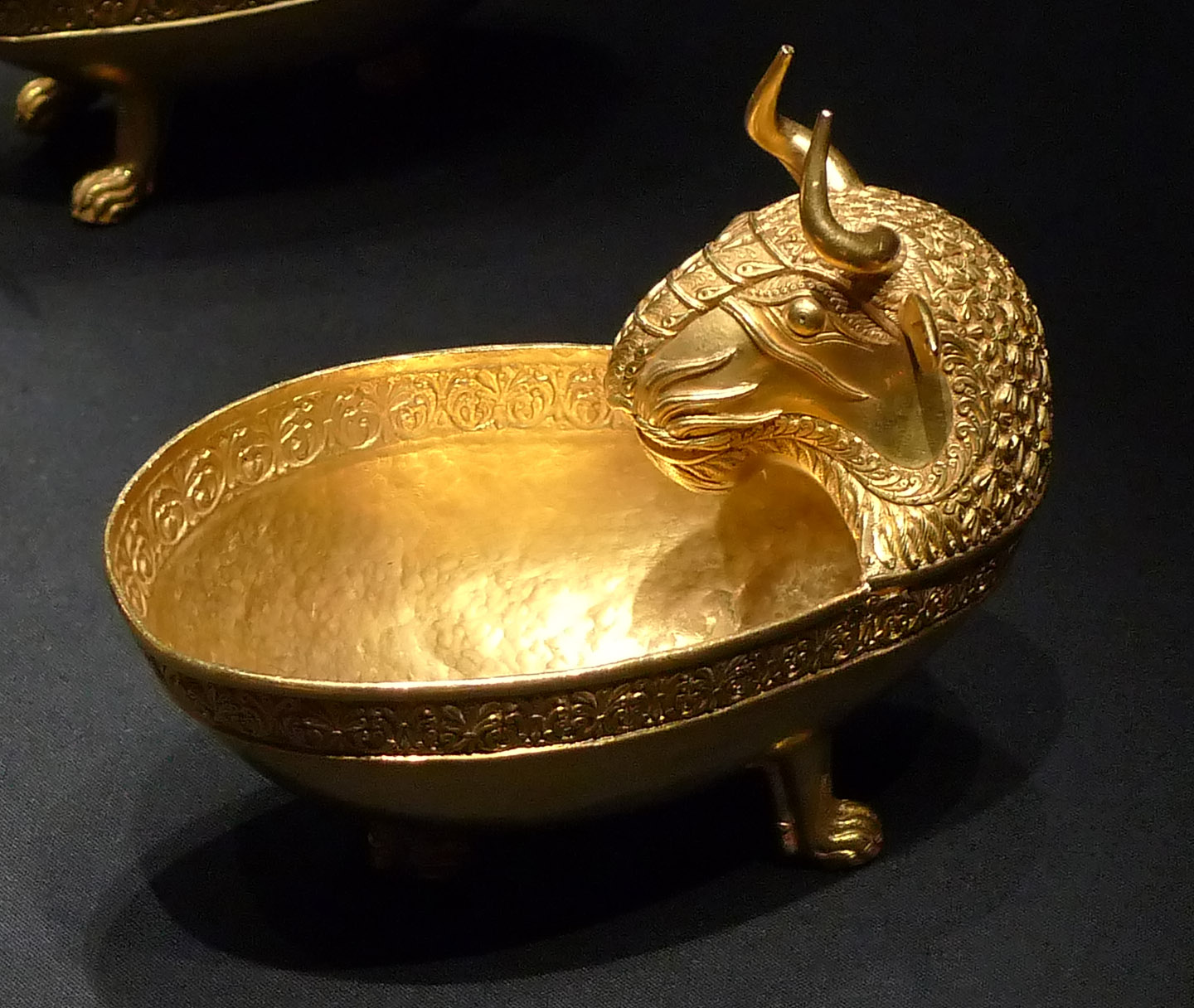
A Nagyszentmiklósi kincs aranyból készült ivócsanakja

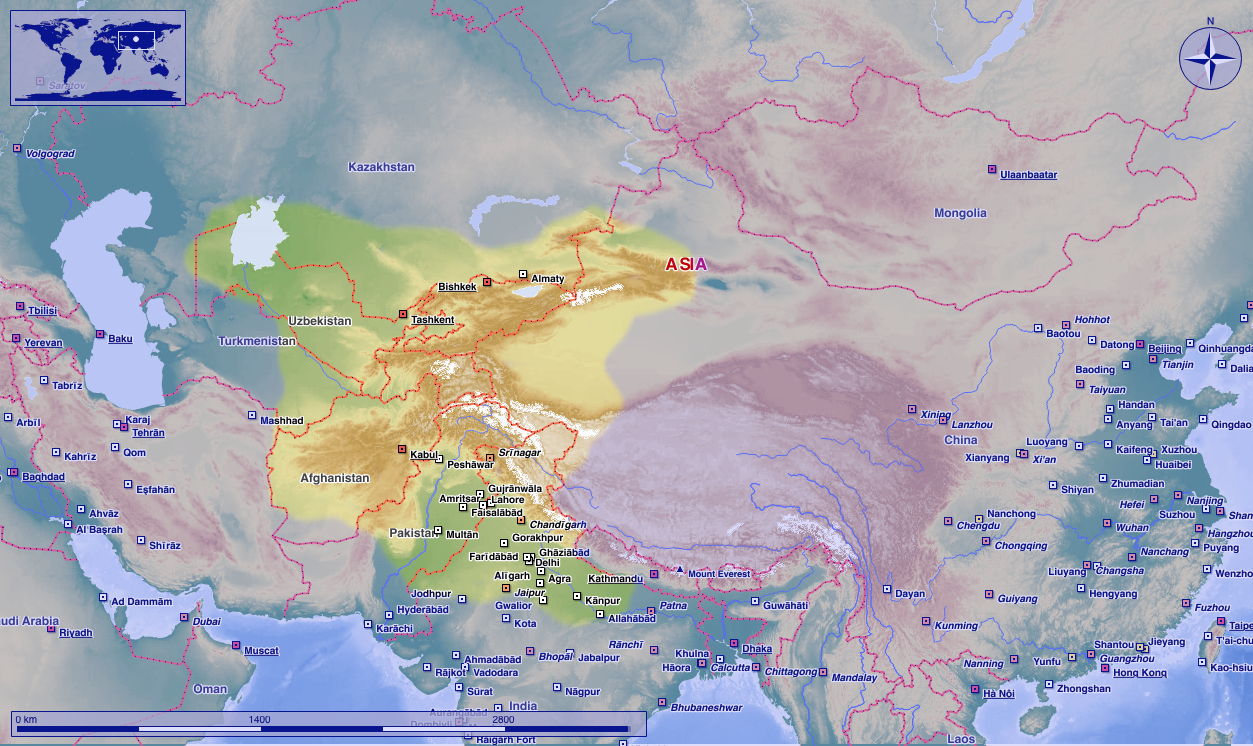
A heftaliták által uralt területek 520 körül.

A krónikák az ázsiai avarok három nagyobb vándorlását örökítették meg. A Kaukázusban élő mai avarokkal való kapcsolatuk vitatott.
Kárpát-medencei történetük során korai avar kort és késő avar kort különböztethetünk meg. A késő avarok egy részét a kettős honfoglalás elmélete magyaroknak tartja (onogur magyarok).

## Az avarok őstörténete

### A 460 körüli uarhun szövetség
Toharisztánban 456-ban a Heftal-dinasztia került hatalomra, amelyről Toharisztán lakóit heftalitáknak nevezték. A dinasztiaalapító I. Khingila király (kb. 430–490) szoros törzsszövetségben egyesítette a területen élő uar és hjóno törzseket, amelyek ettől kezdve a heftalita név mellett uarhun néven is szerepelnek a forrásokban. A név a bizánci történetírónál, Priszkosz rétornál is előfordul, aki néhány évvel Attila király európai hun birodalmának bukása után, 463 körül arról ír, hogy a szavirokat megtámadták a közép-ázsiai uarhunok. Az uar-avar azonosságot feltételezve, ez az avarok legkorábbi ismert európai említése. (Ehhez kapcsolódik a magyar várkony szó, ami valószínűleg az avarok magyar elnevezése volt.)
A heftalitákat vagy uarhunokat a szanszkrit források húna és svetahúna („fehér húna”, azaz fehér hunok) néven emlegették, miután azok betörtek Indiába.

### Az 550-es évek európai népvándorlása
552-ben a türkök megdöntötték a zsuanzsuanok birodalmát,  majd nyugat felé hatalmas területekre terjesztették ki uralmukat és a heftalitákat is legyőzték. Ezzel egy időben indul meg az avarok vándorlása Kelet-Európába. 558-ban már avar követek jártak Bizáncban. Teofanész bizánci történetíró így emlékezett meg róluk:

„...bejött Bizáncba azoknak, akiket avaroknak mondanak, a furcsa népe s összefutott az egész város a megnézésükre, mert soha ilyen népet még nem láttak. Hátul nagyon hosszú volt a hajuk szalagokkal megkötve és befonva. Egyéb viseletük a többi hunokéhoz hasonlított.”

567-re meghódították a Fekete-tengertől északra élő onogur-bolgárokat (utrigurok és kutrigurok), valamint a szlávokat (antok). 567-ben uralkodójuk, az Al-Duna mentén tartózkodó Baján kagán szövetséget kötött a Kárpát-medencében élő longobárdok királyával Alboinnal, aki ennek következtében legyőzte az itt uralkodó gepidák királyát, Kunimondot. Az avar szomszédságot túl fenyegetőnek érezve végül a longobárdok 568 húsvétján állataikat hátrahagyva Észak-Itáliába vonultak, így az avaroké lett az egész Kárpát-medence, ahová a kagán a székhelyét is áttette.
576-ban II. Tiberiosz bizánci császár Valentinus vezetésével követséget küldött a nyugati türkökhöz, hogy a II. Justinus császár és a nyugati türkök első kagánja, Istemi közötti békeszerződést megerősítse, amiről Menandrosz bizánci történésztől értesülünk. Meglepetésükre a nyugati türk uralkodó, Turxanthosz – neve valószínűleg a Türk sad méltóságnevet adja vissza – nagy haraggal fogadta őket, szemükre hányva, hogy befogadták elmenekült alattvalóikat, az avarokat. Nagy nehezen tudták csak lecsillapítani, és részt kellett venniük az uralkodó apjának, a nemrég elhunyt Isteminek a gyászolásában.

### Az álavar kérdés
Priszkosz rétor után csak Menandrosz és Theophülaktosz Szimokattész bizánci történészek tudósítanak újra az uarkhoniták néven említett avarokról. Theophülaktosz írja, hogy a türkök először a heftalitákat – más néven abdeleket – győzték le, majd az avarokat, de nem azokat az avarokat, akik 557-ben jelentek meg Bizáncban és Európában. Theophülaktosz azt állítja, hogy az Európába jött avarok nem azonosak a korábban Ázsiában élő avarokkal, hanem csak felvették a nevüket, hogy megfélemlítsék a többi népet, és valójában az oguroktól származnak. Theophülaktosz így őket „álavaroknak” (pszeudoavaroi) hívja. Ugyanakkor leírja, hogy két néprészüket uarnak és hunninak nevezik. Ez ugyanaz a kettős népnév, mint amivel korábban Toharisztánban találkoztunk (uar – hiungnu). Ugyanakkor a heftalitákkal való azonosság ellen szól, hogy Theophülaktosz határozottan különbözőnek állítja a két népet. A névfelvételről szóló történethez hasonló viszont már előfordult Tacitusnál is, úgyhogy költött is lehet a legenda. Ez a kérdés máig nem tisztázott, tehát az álavarokról szóló történet akár hamis is lehet. Bár úgy tűnik, a keleti népeknél nem ritka az a gyakorlat, hogy egy nép/csoport egy másik, félelmetes hírű népnek adja ki magát, ami akár félig igaz is lehetett, ha egyszer annak kötelékeiben éltek/harcoltak.

## A Kárpát-medencei Avar Kaganátus
Az avarok 552-ben jelentek meg Európában, a Türk Birodalom fennhatósága elől menekülve, amikor átkeltek a Volgán 567-ben a longobárdokkal szövetségben birtokba vették a Kárpát-medence Dunától keletre eső részét, majd 568 húsvétja után – miután a szövetséges longobárdok állataikat hátrahagyva a később róluk elnevezett Lombardiába menekültek az avaroktól való félelmükben – az egykori Pannonia területét is.
Az Avar Kaganátus megalakítását 568-tól számíthatjuk, amikor a Kárpát-medence kizárólagos uraiként ide helyezték központjukat, ahol gepida, szarmata, szláv és bolgártörök népcsoportok felett uralkodtak. A birodalom a 9. század elejéig állt fenn, amikor Nagy Károly Frank Birodalma és Krum bolgár kán dunai bolgár birodalma felszámolta. Nagy Károly az avarok leverése után határőrvidéket állított fel Pannoniában.